# 砺波地域消防組合
砺波地域消防組合（となみちいきしょうぼうくみあい）は、富山県砺波市、南砺市、小矢部市の3市で構成する一部事務組合（消防組合）。砺波市に消防本部を置く。

## 概要

### 所在地
- 消防本部・砺波消防署 - 〒939-1328 富山県砺波市大辻501番地
  - 庄東出張所 - 〒939-1431 富山県砺波市頼成614-3
- 南砺消防署 - 〒939-1744 富山県南砺市天池99番地
  - 東分署 - 〒932-0252 富山県南砺市高瀬795番地1
  - 五箇山出張所 - 〒939-1968 富山県南砺市上平細島1129番地
  - 利賀分遣所 - 〒939-1968 富山県南砺市利賀村171番地
- 小矢部消防署 - 〒932-0052 富山県小矢部市泉町2番37号
  - 津沢出張所 - 〒932-0112 富山県小矢部市清沢677番地1

### 管内の概要
管内の人口 - 126,624人
- 砺波市 - 48,268人
- 南砺市 - 49,031人
- 小矢部市 - 29,325人

2019年（平成31年）2月1日現在
管内の世帯数 - 43,825世帯
- 砺波市 - 16,822世帯
- 南砺市 - 17,257世帯
- 小矢部市 - 9,746世帯

2019年（平成31年）2月1日現在
管内の面積 - 929.74 km2
- 砺波市 - 127.03 km2
- 南砺市 - 668.64 km2
- 小矢部市 - 134.07km2

2018年（平成30年）10月1日現在

## 沿革
- 2011年（平成23年）
  - 2月 - 砺波地域消防組合が設置される。
  - 4月1日 - 砺波地域消防組合消防本部が発足する。

## 組織
2018年（平成30年）4月1日現在、消防職員の実員は183人（うち消防吏員は180人）となっている。
- 消防長
  - 消防次長
    - 総務課
      - 総務係
      - 企画管財係
      - 職員係

    - 予防課
      - 予防係
      - 危険物係
      - 指導係

    - 警防課 
      - 通信係
      - 警防係
      - 救急係

    - 消防署（砺波、南砺、小矢部）
      - 第1課
        - 総務係
        - 予防係
        - 警防係

      - 第2課
        - 総務係
        - 予防係
        - 警防係

      - 東分署
        - 第1課
          - 総務係
          - 予防係
          - 警防係

        - 第2課
          - 総務係
          - 予防係
          - 警防係

      - 出張所（庄東、五箇山、津沢）
        - 第1係
        - 第2係

      - 利賀分遣所